# СТ Україна (Монреаль)
СТ «Україна» (Спортове товариство «Україна»; Sports Association Montreal Ukrainians) — українське спортивне товариство з канадського міста Монреаль. 

Товариство заснували 20 листопада 1948 року українські емігранти, які опинилися в Канаді. 
Кольори команди: червоний і чорний.

## Історія
Установчі збори Товариства відбулися 20 листопада 1949 року і на статній базі було організоване Спортове Товариство «Україна». Першим Головою Товариства був обраний Ярослав Сербин.
Футбольна команда Товариства вступила до Монреальської Футбольної ліги, де здобувала перемоги в чемпіонатах і займала вищі місця. В 1954 році команда стає віце-чемпіоном провінції Квебек. В 1955 році українці вже чемпіони не тільки провінції, але і Східної Канади. В 1956 році вони знову чемпіони Монреальської футбольної ліги.
Найбільшого успіху Спортивне Товариство «Україна» досягло в 1957 році. В цей рік команда знову стала чемпіоном провінції Квебек, потім чемпіоном Східної Канади, а 22 вересня перемогла з рахунком 2:1 чемпіонів Західної Канади «North Shore United Football Club» з Ванкуверу і стала таким чином чемпіоном Канади, вигравши «Canadian Carling Dominion Trophy». Жодна інша українська команда не здобула по цей час перемоги у чемпіонаті Канади з футболу.
Футбольна команда СТ «Україна» успішно виступала в Національній Соккер-Лізі до 1964 року.
В 1969 році «Україна» знову чемпіон провінції Квебек. Вона перемагає чемпіонів провінції Онтаріо польську команду «Білий орел» з рахунком 5:2, потім чемпіона Ньюфаудленда, але в фіналі програє. Чемпіоном Канади стала інша команда.
В 1979 році «Україна» здобуває кубок Футбольної федерації Квебеку. Українці виграли 14 зустрічей з 18-и. Вони також здобули призи для найрезультативнішого гравця і найліпшого воротаря ліги.

## Відомі колишні гравці
- Зенон Снилик
- Остап Стецьків
- Волт Закалюжний